# 博格多山棘豆
博格多山棘豆（学名：Oxytropis bogdoschanica）为豆科棘豆属下的一个种。